# Sinarchisme
 (août 2020).
- Si vous ne connaissez pas le sujet, laissez ce bandeau (vous pouvez alors contacter les auteurs).
- Si vous supprimez le contenu mis en cause (vous pouvez préalablement contacter les auteurs),

argumentez précisément cette suppression dans la page de discussion
(un manque de référence n'est pas un argument ; une recherche réelle de référence doit avoir été effectuée, être formellement documentée).
 (août 2020).
 (août 2020).
Si vous disposez d'ouvrages ou d'articles de référence ou si vous connaissez des sites web de qualité traitant du thème abordé ici, merci de compléter l'article en donnant les références utiles à sa vérifiabilité et en les liant à la section « Notes et références ».
Le Sinarchisme est un mouvement nationaliste, politique, social et culturel mexicain fondé le 23 mai 1937 dans la ville mexicaine de León, Guanajuato, qui a connu un essor fulgurant pendant la première moitié du XXe siècle. Son idéologie est définie par l'Union nationale des sinarquistes comme nationaliste, hispaniste, fasciste, anticommuniste, catholique, populaire et national-syndicaliste.

## Sinarchisme actuel
En 1996, le Parti démocrate mexicain, a perdu l'élection présidentielle. Cette défaite électorale a divisé le parti, qui a conduit à l’émergence de deux voies différentes. La première voie reste le parti électoral: Cuauhtémoc Cárdenas  cofondateur du PAS (Parti de l'Alliance Sociale) se présente en l'an 2000 à la présidence de la République. Mais le parti n'arriva jamais à obtenir un maximum de voix dans toutes les élections. En 2003 à la suite de sa défaite aux législatives (0,77% des suffrages), le parti est dissout à la suite de la perte de son accréditation nécessaires à tout partis pour présenter des candidats.
La seconde voie , à profil social-communautaire, reconstruit le Mouvement national sinarchiste et lui donne une approche d’organisation de masse :
- Gestion des ressources pour des projets productifs de groupes de paysans, de groupes autochtones et populaires, de coopératives d’organisation, d’entreprises communautaires et de programmes de développement durable avec une vision autogérée

- Une large base de travail avec un sens de l'écologie, la durabilité et la promotion culturelle.

Ce mouvement représente un peu plus de 40 000 membres.
À la fin, cependant, la majorité a adopté une attitude de rejet franc des partis politiques contemporains et leur participation à la vie politique se fait par le biais d'organisations de voisinage, de paysans, d'écologistes et de cultures.